# 1963 في البرازيل
فيما يلي قوائم الأحداث التي وقعت خلال عام 1963 في البرازيل.

## رياضة
- 1 يناير – بطولة كأس العالم لكرة السلة 1963

## مواليد

### يناير
- 1 يناير – كارلوس كايزر لاعب كرة قدم برازيلي.

### فبراير
- 2 فبراير – إديو مارانغون لاعب كرة قدم برازيلي.

### مارس
- 8 مارس – خوليو سيزار دا سلفا لاعب كرة قدم برازيلي.
- 11 مارس – ماركوس بونتيس
- 12 مارس – جواكيم كروز
- 18 مارس – جوليا ليميرتز ممثلة برازيلية.
- 27 مارس – شوشا

### أبريل
- 15 أبريل – والتر كازاغراندي لاعب كرة قدم برازيلي.
- 20 أبريل – موريسيو جوجيلمين سائق سيارة سباق برازيلي.

### يوليو
- 15 يوليو – لياندرو ماشادو لاعب كرة قدم برازيلي.
- 21 يوليو – سيلفا العملاق

### أغسطس
- 18 أغسطس – لويس ماتار لاعب كرة مضرب برازيلي.
- 20 أغسطس – ماركو أنطونيو لاعب كرة قدم برازيلي.
- 23 أغسطس – غلوريا بيريس ممثلة برازيلية.

### سبتمبر
- 28 سبتمبر – باولينيو مكلارين لاعب كرة قدم برازيلي.

### أكتوبر
- 31 أكتوبر – دونغا لاعب ومدرب كرة قدم برازيلي.

### نوفمبر
- 19 نوفمبر – دافيد كورتيس دا سيلفا لاعب كرة قدم برازيلي.

### ديسمبر
- 1 ديسمبر – ماركو غريكو
- 18 ديسمبر – داسيو كامبوس لاعب كرة مضرب برازيلي.

## وفيات

### يناير
- 1 يناير – لويس غيرفازوني (مواليد 1907) لاعب كرة قدم برازيلي.